# فینال جام در جام اروپا ۱۹۹۹
فینال جام در جام اروپا ۱۹۹۹، رقابت پایانی مسابقات فوتبال جام در جام اروپا در سال ۱۹۹۹ میلادی است که بین دو تیم لاتزیو و مایورکا برگزار شد.
این مسابقه که در تاریخ ۱۹ مه ۱۹۹۹ برگزار شد، با نتیجه ۲ بر ۱ به سود تیم لاتزیو به پایان رسید. این فینال، سی و نهمین و آخرین فینال جام در جام اروپا بود.

## مسیر تا فینال
| مایورکا           | مایورکا                           | مایورکا    | مایورکا    |               | لاتزیو          | لاتزیو                            | لاتزیو     | لاتزیو     |
| ----------------- | --------------------------------- | ---------- | ---------- | ------------- | --------------- | --------------------------------- | ---------- | ---------- |
| حریف              | نتیجه                             | بازی رفت   | بازی برگشت | دور           | حریف            | نتیجه                             | بازی رفت   | بازی برگشت |
| هارت آف میدلوتیان | ۱-۲                               | ۰-۱ (خارج) | ۱-۱ (خانه) | دور اول       | لوزان اسپورت    | ۳-۳ (صعود با گل زده در خانهٔ حریف) | ۱-۱ (خانه) | ۲-۲ (خارج) |
| خِنک               | ۱-۱ (صعود با گل زده در خانهٔ حریف) | ۱-۱ (خارج) | ۰-۰ (خانه) | دور دوم       | پارتیزان بلگراد | ۲-۳                               | ۰-۰ (خانه) | ۲-۳ (خارج) |
| وارتکس            | ۱-۳                               | ۰-۰ (خارج) | ۱-۳ (خانه) | یک‌چهارم نهایی | پانیونیوس       | ۰-۷                               | ۰-۴ (خارج) | ۰-۳ (خانه) |
| چلسی              | ۱-۲                               | ۱-۱ (خارج) | ۰-۱ (خانه) | نیمه‌نهایی     | لوکوموتیو مسکو  | ۱-۱ (صعود با گل زده در خانهٔ حریف) | ۱-۱ (خارج) | ۰-۰ (خانه) |